# チキニ駅
チキニ駅（チキニえき、インドネシア語：Stasiun Cikini）はインドネシアのジャカルタ首都特別州中央ジャカルタ市メンテン区にある、KRLコミューターラインの駅。線路としてはインドネシア鉄道会社のジャカルタ線上の駅であるが、路線系統として通勤列車であるKRLコミューターラインのボゴール線が乗り入れる。

## 歴史
1872年に開業。1993年に日本のODAにより高架化され、駅にはエスカレーターも設置された。

## 駅構造
相対式ホーム2面2線を有する3階建ての高架駅。

### のりば
| 番線 | 路線       | 行先         |
| ---- | ---------- | ------------ |
| 1    | ボゴール線 | コタ方面     |
| 2    | ボゴール線 | ボゴール方面 |

## 駅周辺
チキニ・メンテン地域は、古くからの高級住宅街で副大統領公邸や各国の大使公邸などの大型住宅も並んでいる落ち着いたエリアで、駅前の4棟建てアパートメント「Menteteng Eksekutif」の裏手、西側には「スラバヤ通り（JL.Surabaya）」と称する骨董品街は松任谷由実の『水の中のASIAへ』に収録された楽曲「スラバヤ通りの妹へ」の舞台となった。
- チキニゴールドセンター（ショッピングモール）
- Menteng Prada（マンション）
- Menteteng Eksekutif（駅前の4棟建てアパートメント）
- ブン・カルノ大学（インドネシア語版）
- スラバヤ通り（骨董品街）
- ザ エルミタージュ ア トリビュート ポートフォリオ ホテル ジャカルタ（ホテル）
- タマン・イスマイル・マルスキ（インドネシア語版）

## 隣の駅
KRLコミューターライン
 ボゴール線
　ゴンダンディア駅 - チキニ駅 - マンガライ駅